# Tachiadenus
Tachiadenus é um género botânico pertencente à família Gentianaceae.

## Espécies
1. ↑  «Tachiadenus — World Flora Online». www.worldfloraonline.org. Consultado em 19 de agosto de 2020